# 二上站
二上站（日语：／ Nijo eki */?）是位於大阪府柏原市法善寺四丁目，近畿日本鐵道（近鐵）的大阪線車站。車站編號為「D16」。

## 歷史
- 1927年（昭和2年）7月1日 - 大阪電氣軌道八木線恩智站至高田站（現時為大和高田站）之間開通，此站啟用[1]。
- 1941年（昭和16年）3月15日 - 大阪電氣軌道與参宮急行電鐵合併，關西急行鐵道成立[1]。
- 1944年（昭和19年）6月1日 - 關西急行鐵道與南海鐵道（為南海電氣鐵道的前身）合併，成為近畿日本鐵道的車站[1]。
- 2007年（平成19年）4月1日 - 車站可以使用PiTaPa[2]。

## 車站構造
車站為地面車站，設有2面2線的相對式月台。閘口、大堂位於地底，月台位於地面。車站出入口位於月台兩側近上本町一方。月台可容納6卡車廂。廁所位於上行月台。
此站是由大和高田站管理的有人車站。設有可使用PiTaPa、ICOCA的自動閘機和自動補票機（可支援回數卡及IC卡，以及IC卡增值功能）。

### 月台
| 月台 | 路線   | 上下行 | 方向                                                 |
| ---- | ------ | ------ | ---------------------------------------------------- |
| 1    | 大阪線 | 下行   | 五位堂、大和八木、榛原、伊勢志摩、名古屋方向         |
| 2    | 大阪線 | 上行   | 河內國分、布施、大阪上本町、大阪難波、尼崎、三宮方向 |

## 使用狀況
以下為近年度指定日期調查上下車人次列表。
- 2018年11月13日：9,326人
- 2015年11月10日：8,710人
- 2012年11月13日：7,763人
- 2010年11月9日：7,582人
- 2008年11月18日：7,287人
- 2005年11月8日：6,712人

以下為近年1日平均乘車人次列表。
| 年度               | 1日平均 乘車人次 |
| ------------------ | ---------------- |
| 1995年（平成7年）  | 2,242            |
| 1996年（平成8年）  | 2,319            |
| 1997年（平成9年）  | 2,347            |
| 1998年（平成10年） | 2,439            |
| 1999年（平成11年） | 2,614            |
| 2000年（平成12年） | 2,713            |
| 2001年（平成13年） | 2,869            |
| 2002年（平成14年） | 3,033            |
| 2003年（平成15年） | 3,170            |
| 2004年（平成16年） | 3,252            |
| 2005年（平成17年） | 3,397            |
| 2006年（平成18年） | 3,550            |
| 2007年（平成19年） | 3,654            |
| 2008年（平成20年） | 3,843            |
| 2009年（平成21年） | 3,874            |
| 2010年（平成22年） | 3,998            |
| 2011年（平成23年） | 4,133            |
| 2012年（平成24年） | 4,223            |
| 2013年（平成25年） | 4,487            |
| 2014年（平成26年） | 4,500            |
| 2015年（平成27年） | 4,682            |
| 2016年（平成28年） | 4,867            |
| 2017年（平成29年） | 4,987            |

## 車站周邊
在車站前設有迴旋路。近年在車站周邊開展新市鎮發展。
- 香芝市立香芝北中學（日语：香芝市立香芝北中学校）
- 香芝市立香芝西中學（日语：香芝市立香芝西中学校）
- 香芝市立二上小學（日语：香芝市立二上小学校）
- 香芝市立旭丘小學（日语：香芝市立旭ヶ丘小学校）
- 二上保育園
- 香芝二上郵局
- 奈良中央信用金庫（日语：奈良中央信用金庫）二上分店
- 二上山站 - 近鐵南大阪線（此站南方約1公里）

### 主要住宅區
- Ashibi高地（上中）
- 香芝旭丘新市鎮（日语：香芝旭ヶ丘ニュータウン）
  - 旭丘新市鎮（旭丘）
  - 高山台新市鎮（高山台）

## 巴士路線
香芝市社區巴士
- 逢星期四、部分假日及12月27日～1月4日暫停服務，每日設有5往返班次
  - 田尻線 前往田尻／經綜合福祉中心 前往香芝市政廳
  - 白鳳台、旭丘線 經綜合福祉中心、香芝市政廳 前往白鳳台西

## 相鄰車站
近畿日本鐵道
 大阪線
■快速急行、■急行
通過
■準急、■區間準急、■普通
關屋（D20）－二上（D21）－近鐵下田（D22）

## 註腳
1. 1 2 3  曾根悟（監修）. . 朝日百科週刊. 2號 近畿日本鐵道 1. 朝日新聞出版. 2010-08-22: 18–23. ISBN 978-4-02-340132-7 （日语）.
2. ↑   (pdf) (新闻稿). 近畿日本鐵道. 2007-01-30  [2016-03-09]. （原始内容存档 (PDF)于2016-08-07） （日语）.
3. ↑  駅別乗降人員 大阪線 （页面存档备份，存于）（日語） - 近畿日本鉄道
4. ↑  奈良縣統計年鑑 （页面存档备份，存于）（日語）

## 外部連結
- 二上 - 近畿日本鐵道（日語）